# 米澤圓
米澤圓（日语：／ Yonezawa Madoka，1982年8月30日—），日本女性聲優。出身於大阪府。隸屬於81 Produce事務所。畢業於娛樂傳媒總合學院。血型為A型。

## 人物．經歷
- 三姐妹中的長女。
- 2003年畢業於娛樂傳媒總合學院大阪校。
- 與伊東久美子組成團體「Prism」。
- 非常喜歡鳥，家中飼養著和尚鸚鵡。
- 2017年8月30日在個人的BLOG發表已於去年結婚並懷孕的消息[2]。

## 演出作品
※粗體字表示主角人物

### 電視動畫
2005年
- 魔法咪路咪路 Wonderful（女子）
- SHUFFLE!（女學生A）
- MAJOR 1st season（同學）
- MAJOR 2nd season（學生）

2006年
- 白色戀人（カイ）
- 洛克人 exe BEAST+（女高中生B、小孩）

2007年
- 鐵馬少年（學生）
- 偶像宣言（女子）
- 銀魂（女）
- 桃子李子 地上最強新娘（女子A）
- 決鬥大師（デュエリスト）
- 驅魔少年（貴婦人B）
- 戀愛情結（あけちん、學生）
- 流星之洛克人（孩子）

2008年
- 銀魂（女A、銀子）
- 幻影少年（女）

2009年
- 海貓鳴泣時（利維坦）
- K-ON!（平澤憂）
- 極上！！超人氣委員長（春井香穗）
- 聖劍鍛造師（主持人）

2010年
- 神奇寶貝鑽石&珍珠（烏拉拉的負電拍拍）
- 大小姐×執事!（女學生）
- K-ON!!（平澤憂）
- 無法掙脫的背叛（愛、女生徒A）
- 學生會長是女僕（女客人）
- 戀愛班長（春井香穗）
- 交響情人夢（美華）
- 強襲魔女2（瑪莉亞公主）

2011年
- 星光少女 極光之夢（城之內莎莉娜）

2012年
- Another（赤澤泉美）
- 男子高校生的日常（由香奈大小姐）
- 星光少女 Dear My Future（在恩、城之內莎莉娜）
- 只要妳說妳愛我（笹野桃子）
- 最強學生會長 異常（古賀伊丹、都城王土〈幼少、少年期〉）

2013年
- RDG 瀕危物種少女（宗田真響）
- 現視研 第二代（藪崎久美子）
- 翠星上的加爾岡緹亞（庫拉莉亞）
- 斯特拉女子學院高等科C³部（日向八千代）
- 學生會的一存 Lv.2（杉崎林檎）
- 白色相簿2（小木曾雪菜）
- Walkure Romanze 少女騎士物語（東雲）

2014年
- 魔劍姬！通（謎樣女子）
- Pripara（姬香）
- 大圖書館的牧羊人 TV Animation（白崎鶇）
- SHIROBAKO（佐藤）
- （新垣雛菜）

2015年
- SHIROBAKO（佐藤、克莉絲汀、女主持）
- 不起眼女主角培育法（真由佳）
- 魔法少女奈葉ViVid（奥莉薇尔·瑟格布雷希特）
- 傳頌之物 虛偽的假面（可可波、恩圖亞）

2016年
- 從前有座靈劍山（霍穎）
- 蒼之彼方的四重奏（市之瀨莉佳）
- Fate/Grand Order -First Order-（奧嘉瑪麗·艾寧姆斯菲亞）

2017年
- 黑色推銷員NEW（OL、千、妻、小孩、美智子、拉客酒吧的女子）
- 境界之輪迴 第3期（マネ子）
- 狐妖小紅娘（塗山雅雅）
- 帶著智慧型手機闖蕩異世界。（賽希爾）

2019年
- Star☆Twinkle 光之美少女（獅子座的公主）

### OVA
- 異世界的聖機師物語（拉夏拉·亞斯二十八世）
- Gift（接待員）
- 夫妻成長日記（小姐B）
- T.P.さくら 〜タイムパラディンさくら〜 時空樹防衛戰（水越萌）

2013年
- 翠星上的加爾岡緹亞（庫拉莉亞）

2015年
- SHIROBAKO 劇中劇動畫「第三飛行少女隊」（克莉絲汀）

### 劇場版動畫
2009年
- 神奇寶貝劇場版：阿爾宙斯 超克的時空（尼多蘭）

2011年
- 電影 K-ON!（平澤憂）

2014年
- 劇場版 星光少女 全星選拔 星光☆十強（城之內莎莉娜）

2020年
- 劇場版 SHIROBAKO（佐藤沙羅[3]）

### 遊戲
- 傳頌之物（從者）
- Routes PE（那須二郎）
- 魔力寶貝2
- 白色相簿2 幸せの向こう側（小木曾雪菜）
- 未來日記 第13位日記持有者 RE:WRITE（霧崎霞）
- 嫁Colle（日语：嫁コレ）（宗田真響、小木曾雪菜）
- 女友伴身邊（新垣雛菜）
- 失落次元（河合真奈）
- 聖潔天使～第2風紀委員 少女戰鬥～ （クラリス・エーデルライト、ヴィヴィ）
- 大图书馆的牧羊人 -Library Party- （白崎鸫）
- Dragalia Lost ～失落的龍絆～ （歐蒂妲）

2016年
- 蒼之彼方的四重奏（市之瀨莉佳）
- PURAMAI WARS V（神宮藍咲）

2018年
- 閃耀幻想曲（平澤憂）

2019年
- 双生视界（蘇小真[4]）

2020年
- 碧藍幻想Versus（菲莉）
- 闇影詩章（凍土女王·皮雅希）

2022年
- Fate/Grand Order（奧爾嘉瑪麗·阿尼姆斯菲亞）

2025年
- 碧藍航線（特拉法爾加）

### 外國片配音
- 2:37（Sarah）
- 向日葵（女孩）
- 柯瑞當家（Tanisha）
- 守日人（Tiger）
- 4400第三季（Amy）
- 斷背山（Alma del Mar Jr.）
- 冷山（小孩）
- 天才魔女（Nicole Patti）
- 屍房宴（蘿絲）

### 外國動畫配音
- Yin Yang Yo!（人偶、女生）
- Bob The Builder（Meg）

### 廣播
- （主持（第11期））
- （主持、2007年4月4日 - 2008年3月26日）
- （助理主持）

廣播劇
- VOMIC 青空吶喊（脇田陽万里）

### 電視節目
- （真人出演）

### 音樂CD
- TV動畫「海貓悲鳴時」フェア特典スペシャルレインボーCD（レヴィアタン）
- K-ON!印象歌曲平澤憂（2009年10月21日）
- K-ON!! ORIGINAL SOUND TRACK Vol.1（2010年7月21日 『K-ON!!』原聲音樂）
- K-ON!!印象歌曲平澤憂（2011年1月19日）

### 廣播劇CD
- 幻想郷御伽草子 〜Witches gathering〜（十六夜咲夜）
- 東方奇闘劇3（東風谷早苗）
- 今日の早川さん（學生B）
- 千一秒物語（見附ナオ）
- 今様天狗綺譚 BLACK BIRD（マナ）
- 奈奈與薰的SM日記（矢神喜久子）
- 白色相簿2 -introductory chapter- 「祭典之前〜兩人的24小時〜」（小木曾雪菜）
- 少年女仆（凰美耶子）

### 其它
- （旁述）
- CR楓魂（瞳未）

## 音樂作品

### 專輯
| 枚  | 發售日       | 標題 | 規格編號   | 規格編號   | 最高位 |
| 枚  | 發售日       | 標題 | 初回限定盤 | 通常盤     | 最高位 |
| --- | ------------ | ---- | ---------- | ---------- | ------ |
| 1st | 2014年8月6日 |      | VIZL-648   | VICL-64131 | 60位   |

## 外部連結
- 公式profile （页面存档备份，存于） （日語）
- 米澤円 公式Blog （页面存档备份，存于） （2010年4月16日 - ）（日語）
- Madoka diary （页面存档备份，存于）（2010年4月16日 - ） （日語）
- Madoka diary （页面存档备份，存于）（2006年12月21日 - 2010年4月16日）（日語）
- ☆Prism Diary☆ （页面存档备份，存于） （日語）
- 米澤圓的X（前Twitter） （日語）